# Petropseudes dahli
Petropseudes dahli är ett pungdjur i familjen ringsvanspungråttor och den enda arten i sitt släkte. I motsats till andra arter i familjen lever den företrädesvis på marken.
Artepitet i det vetenskapliga namnet hedrar den norska zoologen Knut Dahl.

## Beskrivning
Djuret har en lång och mjuk päls med rödaktig till grå ovansida och ljusgrå undersida. På ryggens mit finns en längsgående svart strimma. Svansen är jämförelsevis kort men kan användas som gripverktyg. På svansens undersida och vid spetsen saknas hår. Petropseudes dahli saknar de två motsättliga fingrarna vid de främre extremiteterna som finns hos andra arter i familjen. Djuret når en kroppslängd (huvud och bål) mellan 33 och 45 centimeter, en svanslängd mellan 20 och 28 centimeter samt en vikt mellan 1,3 och 2 kilogram.
Denna ringsvanspungråtta lever i norra Australien. Utbredningsområdet sträcker sig över nordöstra Western Australia, norra Northern Territory och nordvästra Queensland. Habitatet utgörs av klippiga regioner och savanner.
Individerna är aktiva på natten och sover på dagen gömd i bergssprickor eller jordhålor. Troligtvis bygger de inga bon. Vid letandet efter föda klättrar de ibland på träd för att komma åt blad och frukter. Annars äter de blommor och ibland termiter. De lever vanligen i par eller mindre grupper.
Honor har två spenar i pungen (marsupium). Det är inga särskilda parningstider kända och vanligen föds en unge åt gången, sällan tvillingar. Efter cirka fem veckor slutar honan med digivning. Sedan deltar även hanen i ungens uppfostring. Ungar stannar ofta fram till nästa året hos modern tills nästa syskonet blir född.
Arten har flera fiender som rovpungdjur, ugglor, dingon, tamhundar och tamkatter. Trots allt anses djuret inte hotat i beståndet. IUCN listar Petropseudes dahli som livskraftig (LC).